# Mosarøkur
Mosarøkur è una montagna alta 756 metri sul mare situata sull'isola di Streymoy, la maggiore dell'arcipelago delle Isole Fær Øer, in Danimarca.
È la ventitreesima montagna, per altezza, dell'intero arcipelago, e la sesta, sempre per altezza, dell'isola.